# Ільмар Куллам
Ільмар Куллам (ест. Ilmar Kullam, нар. 15 червня 1922, Тарту, Естонія — 2 листопада 2011) — естонський баскетболіст, який виступав за Радянський Союз на літніх Олімпійських іграх 1952 року. 
Срібний призер Олімпійських Ігор 1952 року (зіграв усі вісім матчів). Чемпіон Європи 1947, 1951, 1953 років. Він тренувався у ДСТ Калев у Тарту. Його зріст форварда 191 см. Він був обраний до Зали слави естонського баскетболу у 2010 році.

## Кар'єра баскетболіста
Почав займатися баскетболом у 1938 році в складі «Калев» в Тарту. З командою «Калев Таллінн» він здобув бронзову медаль (1945), з командою Тартуського університету виграв золоту (1949), срібну (1950) і бронзову медаль (1951) Чемпіонату Радянського Союзу.

## Кар'єра тренера
Після кар'єри гравця працював баскетбольним тренером у Тарту, тренував збірну Естонії та «Калев Тарту» на чемпіонатах Радянського Союзу (1960–75, головний тренер до 1971). Помічник тренера жіночої збірної Тартуського університету в 1978–87 та жіночої національної збірної Естонії в 1978–85.

## Досягнення

### Національна збірна
- Олімпійські ігри 1952, срібло
- Чемпіонати Європи: 1947, 1951, 1953, золото

### Команди
- Чемпіонат СРСР з баскетболу: 1949
- Чемпіонат Естонської РСР: 1948, 1956, 1957, 1960

Нагороджений орденом Білої зірки V класу (1997) і орденом Трудового Червоного Прапора.